# Bunkie
Bunkie ist eine Kleinstadt (mit dem Status „City“) im Avoyelles Parish im US-amerikanischen Bundesstaat Louisiana. Das U.S. Census Bureau hat bei der Volkszählung 2020 eine Einwohnerzahl von 3.346 ermittelt.

## Geografie
Bunkie liegt im Zentrum Louisianas, rund 20 km südlich des Red River und rund 50 km westlich von dessen Mündung in den Atchafalaya. Die geografischen Koordinaten von Bunkie sind 30°57′13″ nördlicher Breite und 92°11′08″ westlicher Länge. Das Stadtgebiet erstreckt sich über eine Fläche von 6,97 km².
Benachbarte Orte von Bunkie sind Hessmer (18,5 km nordnordöstlich), Evergreen (7,4 km westlich), Cottonport (15,9 km in der gleichen Richtung), Morrow (17,1 km südöstlich), Cheneyville (13,6 km nordwestlich) und Echo (25,2 km nordnordwestlich).
Die nächstgelegenen größeren Städte sind Mississippis Hauptstadt Jackson (322 km nordöstlich), Louisianas Hauptstadt Baton Rouge (132 km südöstlich), Louisianas größte Stadt New Orleans (253 km in der gleichen Richtung), Lafayette (92,1 km südlich), Beaumont in Texas (240 km westsüdwestlich) und Shreveport (252 km nordwestlich).

## Verkehr
Der U.S. Highway 71 in Nordwest-Südost-Richtung als Hauptstraße durch Bunkie und trifft dort auf die Louisiana Highways 29 und 115. Alle weiteren Straßen sind untergeordnete Landstraßen, teils unbefestigte Fahrwege sowie innerörtliche Verbindungsstraßen.
Parallel zum US 71 verläuft eine Eisenbahnstrecke der Union Pacific Railroad in Richtung Baton Rouge und New Orleans. Von dieser zweigt eine Strecke der Acadiana Railway, einer Class III-Eisenbahngesellschaft, in südlicher Richtung ab.
Die nächsten Flughäfen sind der Baton Rouge Metropolitan Airport (126 km südöstlich), der Louis Armstrong New Orleans International Airport (239 km in der gleichen Richtung) und der Jackson-Evers International Airport (336 km nordöstlich).

## Geschichte und Wirtschaft
Die Stadt wurde 1882 unter dem Namen Irion von Colonel A. M. Haas gegründet, nachdem Colonel E. B. Wheelock mit Green & Brogan einen Vertrag geschlossen hatte, die Strecke der New Orleans and Pacific Railway (später Texas and Pacific Railway) durch diesen Teil des Bundesstaates zu verlängern. Die Stadt wurde von Colonel Haas umbenannt, nachdem dessen Tochter Maccie, die gerade laufen lernte, einen Spielzeugaffen (englisch: Monkey) als Bunkie bezeichnete, was erst zu ihrem Spitznamen wurde, und dann zum offiziellen Namen der Stadt.
Die weitere Entwicklung der Stadt wurde stark durch die reichen Schwemmböden in der Umgebung beeinflusst, die den Anbau von Baumwolle, Zuckerrohr und Mais erlaubten. In der Stadt entstand eine mittelständische Industrie, in der die Erzeugnisse der Landwirtschaft verarbeitet wurden.
In Bunkie befinden sich eine Reihe von Gebäuden, die in das National Register of Historic Places (NRHP) aufgenommen wurde, und damit unter Denkmalschutz stehen. Dazu gehören das Bailey Hotel und das Bailey Theatre, beide von Robert Lee Bailey in der ersten Hälfte des 20. Jahrhunderts im Stil des „Classical Revival“ erbaut, sowie das Texas and Pacific Railroad Depot. (Siehe NRHP-Einträge im Avoyelles Parish)
Das 1852 erbaute Edwin Epps House steht ebenfalls unter Denkmalschutz. Es gehörte dem Plantagenbesitzer und Sklavenhalter Edwin Epps und wurde von dessen Sklaven Solomon Northup (1808–1863) kurz vor dessen Flucht erbaut, einem freien Schwarzen, der als junger Mann in den Nordstaaten entführt und als Sklave verkauft wurde. Er entkam mit Hilfe eines Kanadiers und veröffentlichte 1853 ein Buch mit dem Titel „Twelve Years a Slave“ über sein Schicksal. Das Haus dient heute als Museum und erzählt die Geschichte der beiden Männer.

## Bevölkerung
Nach der Volkszählung im Jahr 2010 lebten in Bunkie 4171 Menschen in 1624 Haushalten. Die Bevölkerungsdichte betrug 598,4 Einwohner pro Quadratkilometer. In den 1624 Haushalten lebten statistisch je 2,53 Personen.
Ethnisch betrachtet setzte sich die Bevölkerung zusammen aus 40,1 Prozent Weißen, 57,2 Prozent Afroamerikanern, 0,6 Prozent amerikanischen Ureinwohnern, 0,5 Prozent Asiaten sowie 0,5 Prozent aus anderen ethnischen Gruppen; 1,1 Prozent stammten von zwei oder mehr Ethnien ab. Unabhängig von der ethnischen Zugehörigkeit waren 2,0 Prozent der Bevölkerung spanischer oder lateinamerikanischer Abstammung.
26,0 Prozent der Bevölkerung waren unter 18 Jahre alt, 57,3 Prozent waren zwischen 18 und 64 und 16,7 Prozent waren 65 Jahre oder älter. 53,5 Prozent der Bevölkerung war weiblich.

Das mittlere jährliche Einkommen eines Haushalts lag bei 24.359 USD. Das Pro-Kopf-Einkommen betrug 16.341 USD. 36,1 Prozent der Einwohner lebten unterhalb der Armutsgrenze.

## Söhne und Töchter der Stadt
- Zutty Singleton (1898–1975), Schlagzeuger des New Orleans Jazz
- Don Hines, demokratischer State Senator und Präsident des Louisiana State Senate